# Georgs Novickis
Georgs Novickis, född 16 mars 1908, död 13 juni 1985 i Santa Rosa USA, var en lettisk ingenjör och flygplanskonstruktör.
Novickis utbildades till ingenjör vid universitetet i Lettland. Han anställdes 1934 av Antonius Raab för att konstruera om R.K. Tiegerschwalbe för att förse den med en Liberty motor. När de lettiska militärmyndighetrna inte visade något intresse för projektet stängde Raab konstruktionskontoret och flyttade till Grekland. Novickis for till Berlin i för att studera flygteknik vid Berlins universitet, när han återkommer till Riga anställs han vid universitetet som lärare i flygteknik. Samtidigt anställs han som konsult vid den lettiska flygplanstillverkaren LKOD. Här medverkan han i konstruktionsarbetet för flera olika LKOD flygplan. 1936-1937 konstruerar han skolflygplanet LKOD-2. 1937 var han med i den delegation som for till Holland för att försöka få licensrättigheter att tillverka Fokker D 21 för det lettiska flygvapnet. Efter andra världskriget emigrerade Novickis till Brasilien, när han blev erbjuden arbete vid Franklin Institute i Philadelphia 1950, flyttade han till USA.